# Dungeness River
Pour les articles homonymes, voir Dungeness.
La Dungeness River est un cours d'eau de 51,5 km de long qui s'écoule dans l'État de Washington au nord-ouest des États-Unis.

## Description
Le cours d'eau s'écoule sur la péninsule Olympique. Sa source est située près du mont Constance dans les montagnes Olympiques. Il s'écoule sur une bonne partie de son trajet en direction du nord à l'intérieur du parc national Olympique avant de se jeter dans le détroit de Juan de Fuca au niveau de Dungeness Spit. Son principal affluent est la rivière Gray Wolf.
Le nom « Dungeness » tire son origine dans le cap Dungeness en Angleterre dans le Kent. Ce nom lui a été donné par George Vancouver lors de son exploration en 1792 de par sa ressemblance avec ce lieu.

## Référence
- (en) Cet article est partiellement ou en totalité issu de l’article de Wikipédia en anglais intitulé « Dungeness River » (voir la liste des auteurs).

1. ↑  (en) « Plan stratégique du parc Olympique, chapitre 3, page 103 », National Park Service, 2006 (consulté le 1er mars 2010)
2. ↑  (en) James W. Phillips, Washington State Place Names, Seattle, University of Washington Press, 1971, 3e éd., 167 p. (ISBN 978-0-295-95158-4)